# Renaud Séchan
Renaud Séchan, vystupující pouze pod jménem Renaud (* 11. května 1952 v Paříži) je francouzský zpěvák-skladatel a občasný herec.
Se svými 23 alby v celkové výši téměř 20 miliónů prodaných kusů je Renaud jeden z nejúspěšnějších zpěváků ve Francii a jeden z nejznámějších ve frankofonii. Své písně používá ke kritice společnosti, nebo jako poctu, v textech písní používá slang. Tématem jeho písní jsou často lidská práva, ekologie nebo antimilitarismus.

## Diskografie

### Studiová alba
- 1975: Amoureux de Paname
- 1977: Laisse béton
- 1979: Ma gonzesse
- 1980: Marche à l'ombre
- 1981: Le Retour de Gérard Lambert
- 1983: Morgane de toi
- 1985: Mistral gagnant
- 1988: Putain de camion
- 1991: Marchand de cailloux
- 1993: Renaud cante el' Nord
- 1994: À la Belle de Mai
- 1995: Les Introuvables
- 1996: Renaud chante Brassens
- 2002: Boucan d'enfer
- 2006: Rouge Sang
- 2009: Molly Malone – Balade irlandaise

### Živá alba
- 1980: Renaud à Bobino
- 1981: Le P'tit Bal du samedi soir et autres chansons réalistes
- 1982: Un Olympia pour moi tout seul
- 1989: Visage pâle rencontrer public
- 1995: Le Retour de la Chetron Sauvage
- 1996: Paris-Provinces Aller/Retour
- 2003: Tournée d'enfer
- 2007: Tournée Rouge Sang

## Filmografie
Hrál rovněž v několika filmech, včetně adaptace románu Germinal z roku 1993, kde hrál jednu z hlavních rolí – postavu Étienna Lantiera. V roce 2003 se pak objevil ve filmu Střílejte na Francouze!